# Kredenac
Kredenac je vrsta ormana koji se najčešće nalazio u trpezariji ali i u kuhinji. Sastoji se iz tri dela - ovim redom:
- donji deo koji služi za smeštaj porcelanskog dela pribora za jelo (tanjiri raznih veličina, posuda za supu i sl...). Pri vrhu ovog dela nalaze se i dve fioke u kojima se drži escajg.
- na donji deo je smeštena ploča od mermera, čija se površina lako održava u smislu brisanja prosute tečnosti i sl. Na ovoj ploči se često nalaze flaše sa pićem.
- na kraju sledi uži najviši deo u koji se smeštaju čaše, ukrasni tanjiri. Gornji deo često ima vratanca koja su kombinovana sa staklom tako da služi i kao vitrina.